# Gerhard Hund (Musiker)

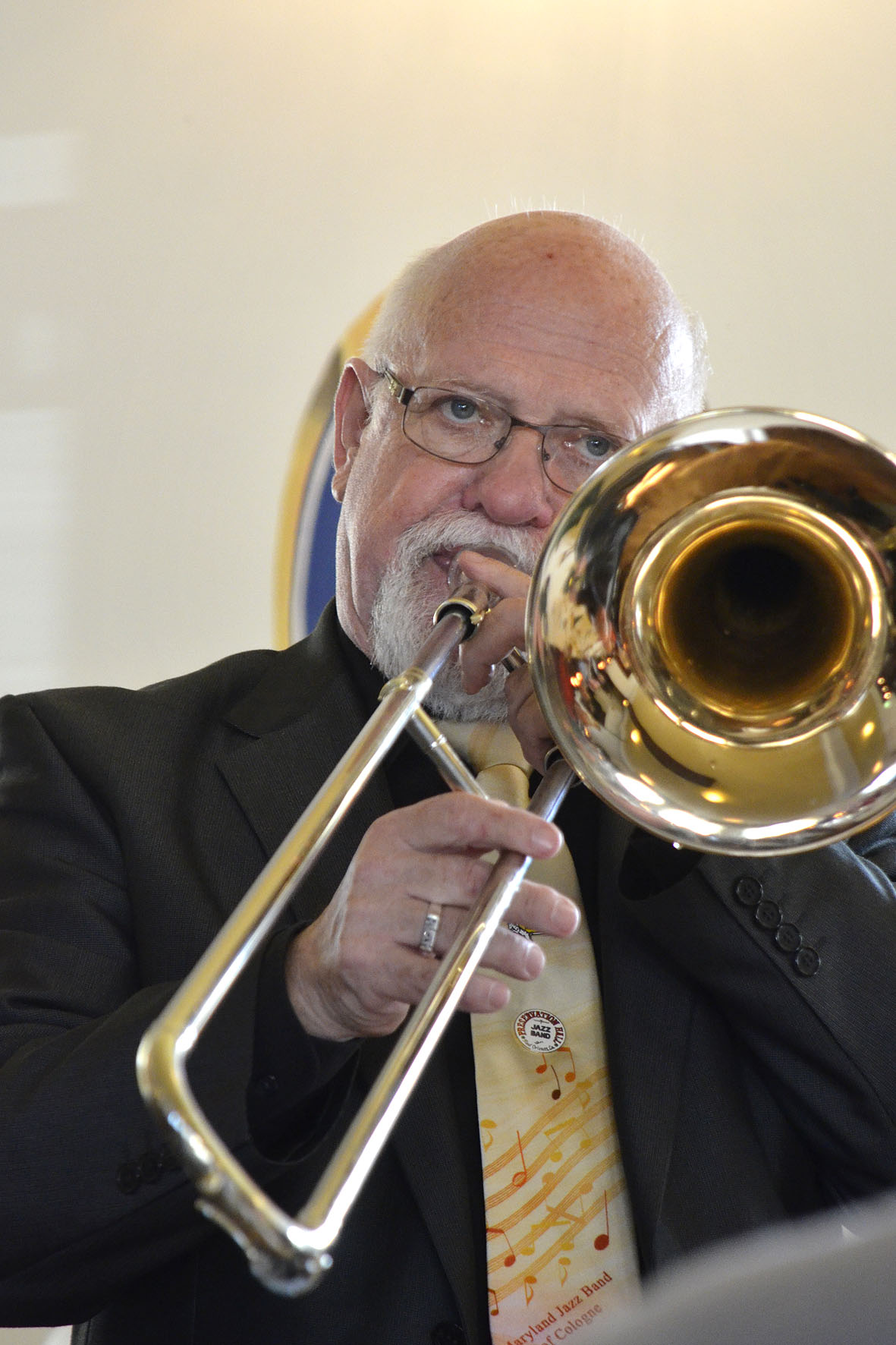
Gerhard „Doggy“ Hund (2011)

Gerhard „Doggy“ Hund (* 21. April 1943 in Wien; † 5. September 2015 in Köln) war ein deutscher Posaunist und Leiter der Maryland Jazz Band of Cologne, einer der ältesten deutschen Jazzformationen im New Orleans Stil. Der (pensionierte) Schulleiter der Ulrichschule in Kerpen-Sindorf widmete sich mit der Band der Musik im Stil der Preservation Hall und hielt freundschaftliche Kontakte zu den Jazzlegenden aus New Orleans.

## Werdegang
Hund wuchs in einem musikalischen Haushalt auf, die Mutter war Klavierlehrerin in Köln. Seit seinem achten Lebensjahr hatte er Klavierunterricht, seit dem zehnten Lebensjahr spielte er Gitarre und mit 15 Jahren begann das Posaunenspiel im Posaunenchor des CVJM in Köln, der in den 1950er Jahren bestand. Das Hauptinstrument war zu diesem Zeitpunkt jedoch das Klavier.
Ende 1959 wurde er als Pianist Mitglied in der gerade als Schülerband gegründeten Maryland Jazz-Band und wechselte sechs Wochen später zur Posaune. Hier wurde der Grundstein für die Liebe zum alten Jazz gelegt.
Von 1963 bis 1965 war Hund Zeitsoldat bei den Pionieren in Köln und Leiter einer „kompanieeigenen Tanzkapelle“ (Gebrauchsmusik). Nach dem Studium (1965 bis 1968 in Bonn) zog er nach Kerpen und übernahm nach kurzer Eingewöhnungszeit vertretungsweise (für ca. sieben Jahre) die Organistenstelle in der evangelischen Kirchengemeinde Kerpen. In dieser Zeit war die Kirchenmusik neben der Musik im Schulunterricht (1973 bis 1979 GGS Bergheim-Oberaußem als Konrektor, ab 1979 bis 2008 Schulleiter und Musikfachlehrer Ulrichschule Kerpen-Sindorf) das wesentliche musikalische Betätigungsfeld Hunds.

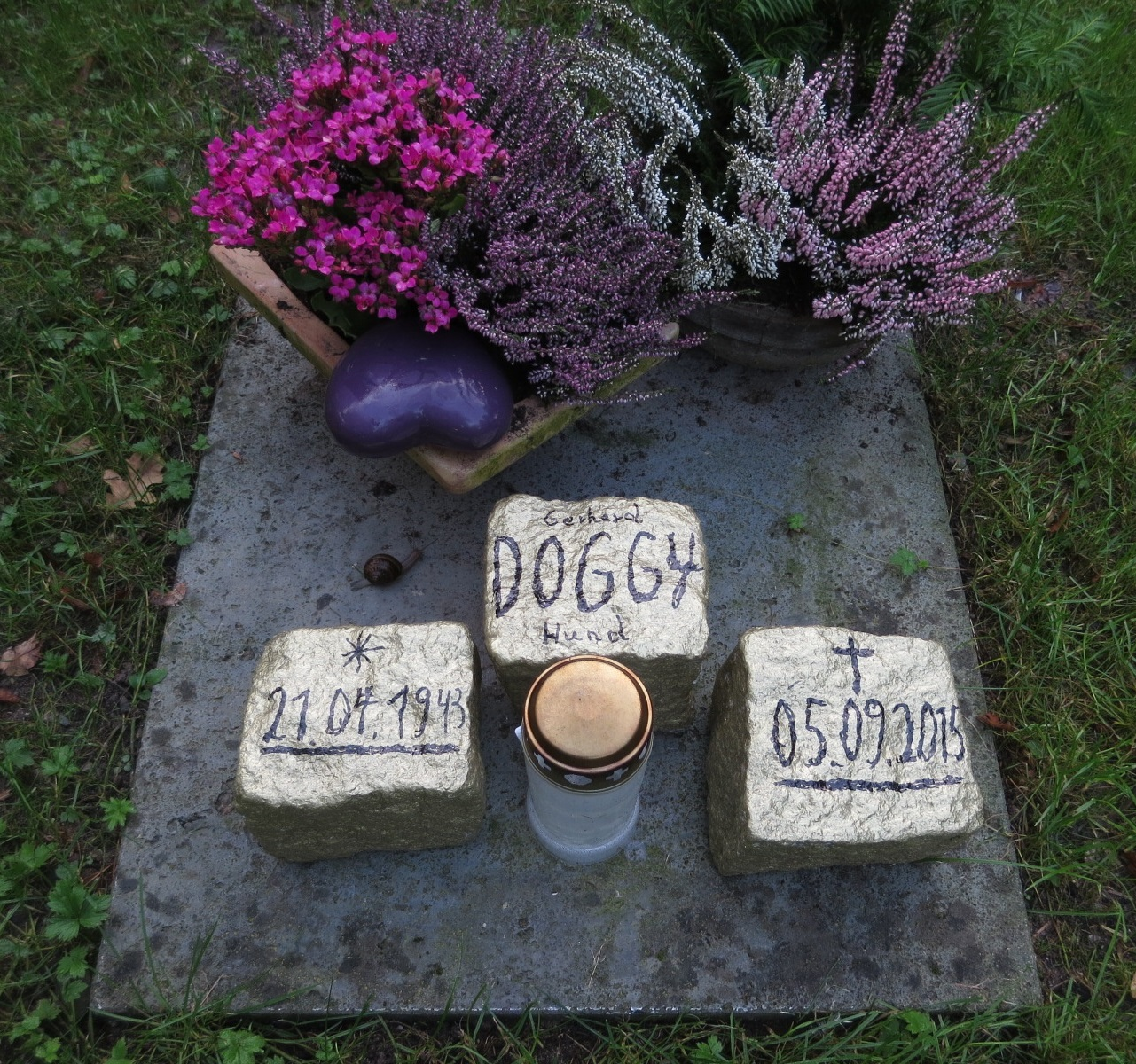
Grab auf dem Friedhof Melaten

1975 wurde die Maryland Jazz Band wieder gegründet und spielte bei vielen Gelegenheiten im gesamten Rhein-Erft-Kreis und bald auch in ganz Nordrhein-Westfalen sowie in Holland und Belgien. Die Band spielt heute noch unter dem Namen New Orleans Jazz Band of Cologne. Später gab es auch weitere internationale Konzerte, u. a. in New Orleans. Auch spielte er 1993 in der Traditional Association in Frankfurt sowie 1994 in der Band of Friends mit Reimer von Essen, Trevor Richards und weiteren Musikern in Hamburg.
Von 1983 bis 2013 war er in seiner Heimatstadt Kerpen als künstlerischer Leiter für die jährlich stattfindende Internationale Jazznacht (später: Internationales Jazzweekend) zuständig.
Seine Grabstätte befindet sich auf dem Kölner Friedhof Melaten (Flur 25 (X)).
Hund war der Vater von Ulrich Kortenkamp.

## Verbindungen zu New Orleans/USA
1979 fand die erste Fahrt nach New Orleans zum Studium der Jazzmusik an ihren Wurzeln statt und wurde anschließend jährlich wiederholt, um die Kontakte und Freundschaften mit den Originalen besonders in der Preservation Hall zu pflegen. Doggy Hund folgte damit dem Beispiel des Schlagzeugers Barry Martyn, der bereits ab 1963 Musiker aus New Orleans nach Europa brachte.

## Auszeichnungen
1994 wurde allen Mitgliedern der Band die Ehrenbürgerschaft der Stadt New Orleans verliehen, gemeinsam als Gruppe und individuell jedem einzelnen Musiker.
2010 wurde Doggy Hund mit dem Kulturpreis des Rhein-Erft-Kreises ausgezeichnet. 2014 erhielt er als Persönlichkeit, die sich um den traditionellen Jazz in Europa verdient gemacht hat, in Osnabrück den Keeper of the Flame überreicht.

## Musik auf Tonträgern
Ein Dutzend Langspielplatten und 18 CDs sowie eine DVD, aufgenommen beim Jazzfestival Ascona/CH belegen die intensive Arbeit von Doggy Hund mit der Maryland Jazz Band of Cologne.
- Jazz in Schloß Gracht (1987)
- Maryland Jazz Band of Cologne & Sing Miller & Sam Lee at the „Streckstrump“ (1988)
- Willie Humphrey Meets His Friends in Germany (1990)
- From Papa Joe’s Jazzlokal, Cologne (1991)
- A Kiss to Build a Dream on feat. Willie Humphrey (1992)
- Jazz in Schloß Gracht II (Wrap Your Troubles in Dreams) feat. Papa Don Vappie & Ernie Elly (1993)
- Traditional Association (1993); Frankfurter Sparkasse CD 940401/02
- Walking to New Orleans feat. Dave Bartholomew (1994)[8]
- New Orleans „Yea Yea“ Breakdown feat. Dave Bartholomew (1995)
- Christmas Time in New Orleans feat. Papa Don Vappie & Ernie Elly (1995)
- I’ll be Loving You, Always feat. Ralph Johnson & Placide Adams (1996)
- Smiles feat. Walter Lewis (1997)
- Que Pasa, Amigo (2001)
- Live at the Palm Court Jazz Café feat. Evan Christopher (2004)
- Maryland Jazz Band goes to the Movies feat. Thomas L’Étienne, Ad van Beerendonk & Elaine McKeown (2005)
- to: MARYLAND Jazz Band - special requests (2006)
- Live at Jazzascona 2007 (DVD, 2007)
- … Happy ho ho ho to You … (2008)
- Let’s all go down to New Orleans feat. Lillian Boutté (2008)
- Doggy Hund & the Maryland Jazz Band of Cologne 1959–2009 (Doppel-CD zum 50-jährigen Jubiläum 2009)
- Everyday I have the Blues feat. Big Al Carson (2012)
- Jazz for the Heart feat. Gerald French (2013)
- Live at 19. Dixieland Jubilee Ludwigsburg (2015)

## Schriften
- Al „Father“ Lewis aus New Orleans in Berlin-Kerpen. In: Knollen, Kohle und Miljöh, ein Erftkreislesebuch. Rhein-Eifel-Mosel-Verlag 1990, ISBN 3-924182-17-5